# Cantón de Bussière-Badil
El cantón de Bussière-Badil era una división administrativa francesa, que estaba situada en el departamento de Dordoña y la región de Aquitania.

## Composición
El cantón estaba formado por ocho comunas:
- Busserolles
- Bussière-Badil
- Champniers-et-Reilhac
- Étouars
- Piégut-Pluviers
- Saint-Barthélemy-de-Bussière
- Soudat
- Varaignes

## Supresión del cantón de Bussière-Badil
En aplicación del Decreto n.º 2014-218 de 21 de febrero de 2014, el cantón de Bussière-Badil fue suprimido el 22 de marzo de 2015 y sus 8 comunas pasaron a formar parte del nuevo cantón de Périgord Verde de Nontron.